# 哈羅市足球會
哈羅市足球會（英語：Harrow Borough Football Club）是一支位於英格蘭大倫敦哈羅區的足球俱樂部，目前於英格蘭足球南部聯賽超聯組南角逐。 

## 外部連結
- Official site（页面存档备份，存于）
- Harrow Borough FC pictures